# Asia Pacific Breweries
Asia Pacific Breweries (APB) est une entreprise brassicole singapourienne. Elle est notamment connue pour produire la Tiger Beer. En 2012, les actifs de APB sont sujets à une bataille boursière entre Heineken qui a lancé une OPA de 4,1 milliards de $ pour racheter la part de Fraser and Neave, et ThaiBev qui a augmenté sa participation dans Fraser and Neave à 24,1 %. Asia Pacific Breweries accepte définitivement l'offre d'Heineken en septembre 2012.